# 鳥取県立鳥取聾学校
鳥取県立鳥取聾学校（とっとりけんりつ とっとりろうがっこう）は、鳥取県鳥取市（旧岩美郡国府町）にある県立聾学校。聴覚に障害のある幼児・児童・生徒が学ぶ学校である。

## 所在地
- 鳥取県鳥取市国府町宮下1261
  - JR西日本 山陰本線 鳥取駅 から車で約10分、またはバス（路線番号：78H（一部便））で約20分

## 設置学部
- 幼稚部
- 小学部
- 中学部
- 高等部本科
  - 普通科
  - 産業工芸科
  - 生活デザイン科
- その他
  - 通級指導教室、教育相談、乳幼児教育相談

## 沿革
- 1910年（明治43年）7月10日 - 私立鳥取盲唖学校として開校
- 1937年（昭和12年）4月1日 - 県に移管となり鳥取県立盲聾唖学校と改称
- 1948年（昭和23年）4月1日 - 盲聾分離。鳥取県立盲学校と鳥取県立聾学校と改称
- 1964年（昭和38年）4月1日 - 幼稚部を設置
- 1978年（昭和53年）9月1日 - 現在地に移転
- 1990年（平成2年）4月1日 - 高等部に普通科を設置、表具科廃止
- 1994年（平成6年）4月1日 - ひまわり分校設置・認可
- 2005年（平成17年）4月1日 - 高等部被服科を生活デザイン科に変更